# Рибне (Казахстан)
Ри́бне (каз. Рыбный) — село у складі Костанайського району Костанайської області Казахстану. Входить до складу Октябрського сільського округу.
Населення — 211 осіб (2021; 279 у 2009, 275 у 1999, 244 у 1989).